# Villar de Serandinas
Villar de Serandinas (El Villar de Serandías en fala y oficialmente) es una aldea de la parroquia de Serandinas, en el concejo asturiano de Boal, en España.
Cuenta con una población de 5 habitantes (INE, 2013) y se encuentra a unos 190 m de altura sobre el nivel del mar, en la margen izquierda del río Navia. Dista unos 10 km de la capital del concejo, tomando primero la carretera regional AS-12 en dirección a Navia y posteriormente desviándose por la local de 2.º orden BO-5.